# Alfred George Edwards

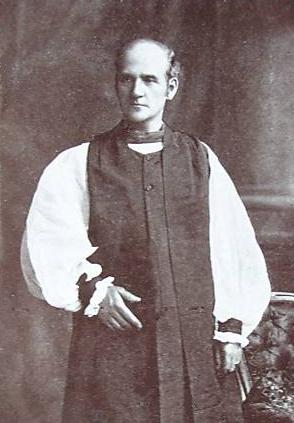
Alfred George Edwards (1848-1937)

Alfred George Edwards (Llanymawddwy, Gwynedd, 2 november 1848 - 22 juli 1937) was de eerste aartsbisschop van Wales (1920-1934). Edwards was een geestelijke van de Kerk van Engeland (1875-1920) en daarna van de Kerk in Wales (1920-1937). 

## Biografie
Alfred George Edwards behaalde in 1876 zijn Master of Arts-diploma aan de Universiteit van Oxford in 1876. Een jaar eerder was hij tot priester gewijd. In 1985 werd hij rector van St Peter's Church, Carmarthen en in 1889 volgde zijn benoeming tot bisschop van St Asaph, een historisch bisdom in Wales. Hij was een tegenstander van de loskoppeling van de anglicaanse kerk in Wales van de Kerk van Engeland, maar werd desalniettemin na de loskoppeling in 1920 de eerste aartsbisschop van Wales van de nieuwe Kerk in Wales. Op 1 juni 1920 werd hij in de Kathedraal van St Asaph plechtig als zodanig bevestigd. In 1934 ging hij met emeritaat.
Alfred George Edwards overleed op 22 juli 1937 en werd begraven in St Asaph.

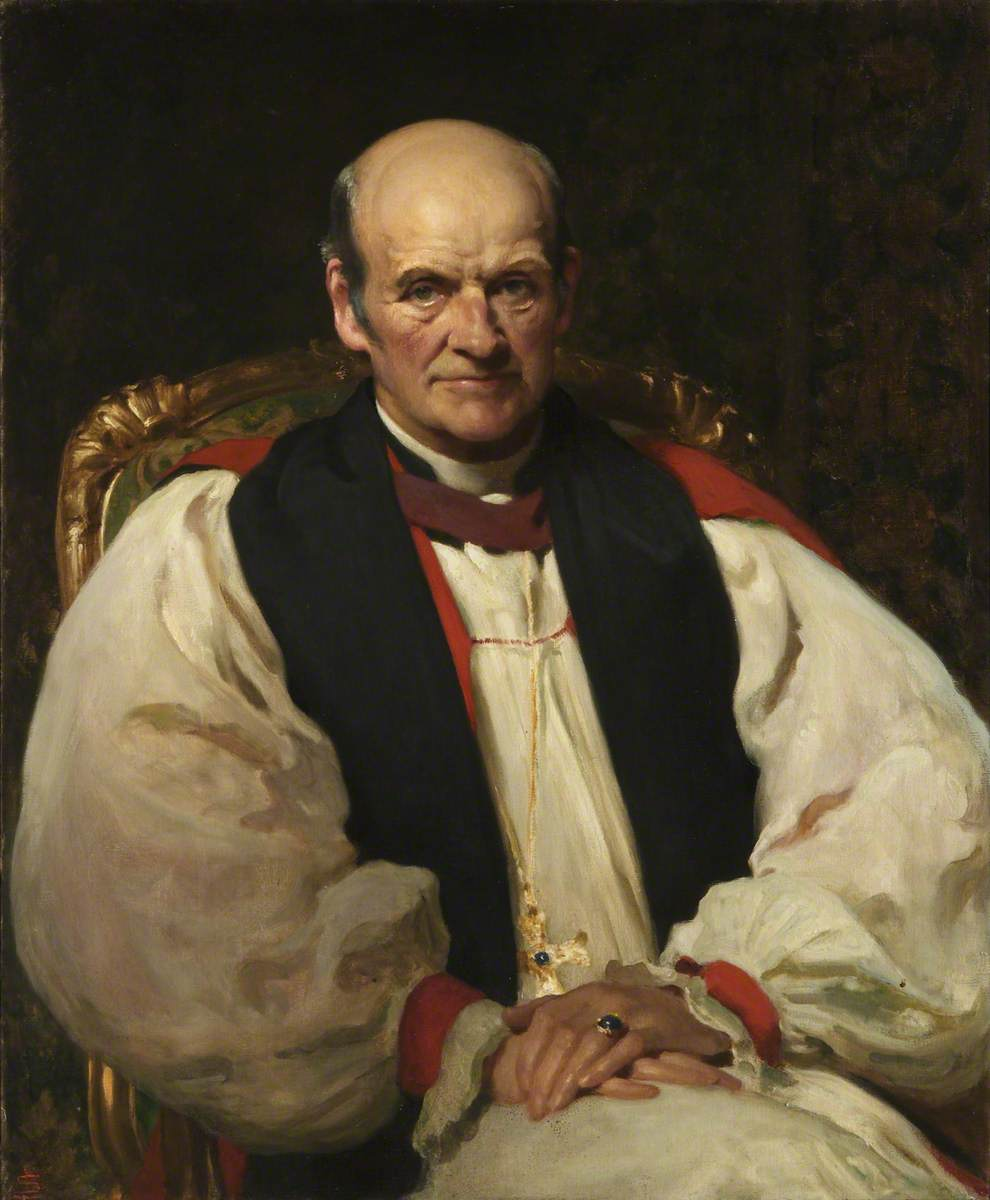
Officieel portret als aartsbisschop van Wales

## Eredoctoraten
- LL.D (Universiteit van Wales)
- LL.D (Universiteit van Cambridge)
- D.C.L. (Universiteit van Oxford)

- Honorary Fellow of Jesus College (Oxford)

## Werken
- Landmarks in the History of the Welsh Church (1912)
- Memories (1927)